# Православная Москва
Правосла́вная Москва́ — российская газета, издаваемая Московской епархией Русской православной церкви. Выходит с 1993 года с периодичностью 2 номера в месяц. Её цель — освещение московских событий, истории, культуры и церковной жизни столицы.

## История издания
В 1991 году силами православного прихода храма Николая Мирликийского в Зеленограде Московской епархии Русской Православной Церкви началось издание приходской газеты «Вестник Никольской церкви».
В мае 1993 года «Вестник Никольской церкви» был преобразован в газету «Православная Москва». На тот момент это была единственная газета Русской Православной Церкви, широко представлявшая общецерковные темы. Главным редактором стал протоиерей Владимир Харитонов. Редакция разместилась при Храме в честь иконы Божией Матери «Нечаянная Радость» в Марьиной Роще. Иеромонах Симеон (Томачинский) также отмечает, что газета «Православная Москва» стояла у истоков церковной журналистики.
В 1990-е годы Миссионерским фондом Русской православной церкви издавалось ежемесячное приложение к газете «Православная Москва» — бюллетень «Миссионерское обозрение».
В июне 2003 года в связи с 10-летием газеты Патриарх Алексий II направил поздравления творческому коллективу и читателям «Православной Москвы» направил, где отметил, что газету «узнали и полюбили не только в самых отдаленных регионах России, но и за границами нашей Родины, в бывших республиках Советского Союза и странах дальнего зарубежья. На страницах „Православной Москвы“ нашли отражение все значительные события церковной и общественной жизни, газета живо участвовала в обсуждении актуальных проблем современности». В связи с юбилеем газеты сотрудники редакции были награждены церковными орденами и медалями.
5 ноября 2008 года Патриарх Алексий II поздравил главного редактора протоиерея Владимира Харитонова и всех сотрудников редакции с 15-летием со дня выхода первого номера газеты.
22 января 2013 года Российский православный университет подписал соглашение о сотрудничестве с газетой «Православная Москва», в соответствии с которым в столичном периодическом издании при участии РПУ будет выходить тематический раздел «Православный университет».